# ای‌بی‌تی‌اس
ای‌بی‌تی‌اس (به انگلیسی: ABTS) با فرمول شیمیایی C۱۸H۱۸N۴O۶S۴ یک ترکیب شیمیایی است. که جرم مولی آن ۵۱۴٫۶۲ g/mol می‌باشد. 